# Pintér Béla (színművész)
| Pintér Béla                               | Pintér Béla                               |
| Kattints az alábbi külső linkek egyikére! | Kattints az alábbi külső linkek egyikére! |
| ----------------------------------------- | ----------------------------------------- |
| Nem található szabad kép.(?)              |                                           |
| külső link · jogvédett                    | Pintér Béla                               |

Pintér Béla (Budapest, 1970. szeptember 21. ) Jászai Mari-díjas magyar színész, zenész, drámaíró és rendező. A magyar alternatív színházi élet meghatározó szereplője. A Színház- és Filmművészeti Egyetemre nem járt, a színjátszás alapjait az Arvisura Színházban, majd autodidakta módon sajátította el. Számos alternatív formációban játszott, klasszikus kabarétól kezdve Goda Gábor Táncszínházáig. 24 év alatt 29 darabot írt és rendezett – ebből 27-et saját társulatával mutatott be, kettőt pedig a Katona József Színház meghívására készített.  A Pintér Béla és Társulata alapítója és vezetője.

## Ifjúsága
Katolikus családban nőtt fel, családja a Fülöpszállás, Fülöpháza és Kerekegyháza környéki tanyavidékről származik. Nagyapja, aki részt vett a második világháborúban és a Don-kanyarnál fogságba esett, citerázott, a hangszeren Pintér Béla is megtanult játszani. Gyerekkorában sok időt töltött nagyszülei tanyáján, a darabjaiban visszatérőn megjelenő nagy falusi eseményeket, összejöveteleket az ott tapasztaltak ihlették. Elmondása szerint ezekhez az időkhöz csak jó emlékei fűződnek, ami munkáját tekintve azért érdekes, mert darabjaiban a falusi élet eseményei konfliktusforrásként jelennek meg.
Apja tűzoltó volt Budapesten, és mivel sokat ivott, kapcsolata fiával feszült volt. Két évig úgy éltek egy fedél alatt, hogy nem szóltak egymáshoz. Pintér Béla egy összeveszés után tizenhat éves korában pár napra még otthonról is elköltözött.
Gimnáziumba nem mehetett, mert az általános iskolában nem mentek jól neki a reál tárgyak. Központifűtés-szerelőnek jelentkezett egy barátjával, de gerincferdülése miatt nem vették fel, végül bőrdíszművesnek tanult az újpesti Simon Ferenc Bőripari Szakközépiskolában.
Pintér Bélának korábban alkoholproblémái voltak, ezekről több interjúban is nyíltan beszélt, és ezzel a problémával foglalkozik az Öl, butít című drámája is. Korábbi élettársa Enyedi Éva, a társulat tagja; egy lányuk van, Lujza.  Hobbija az országúti kerékpározás, az úszás és a futás.

## Pályafutása

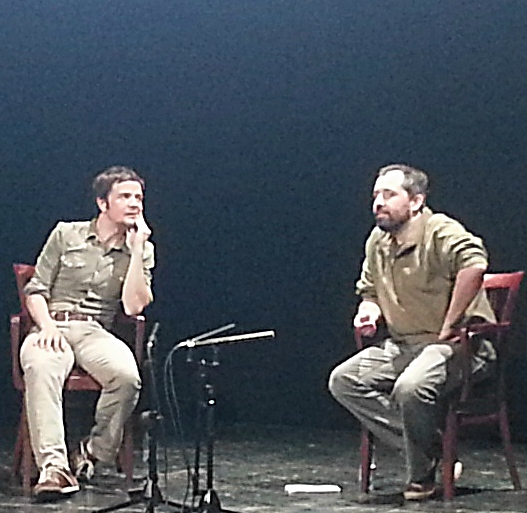
Schilling Árpáddal (jobbra) a Színházcsinálók című beszélgetés sorozatban

Fiatal korában ismerkedett meg a népzenével, elsősorban a tanyavilágban élő nagyszüleinek és rokonságának köszönhetően. Sokat járt táncházba és képzett néptáncos vált belőle. A népzene és a néptánc számos darabjában kap fontos szerepet. Tizenhat éves korában lett az akkor Tanulmány, később Arvisura Színház tagja, ahol színészként és rendezőként 1998-ig tevékenykedett. Ezután alapította meg saját társulatát Pintér Béla és Társulata (PBEST) néven. A társulat első fellépése 1998. december 19-én volt.
Eleinte kollektív improvizációval kísérletezett, de a Kórház-Bakony első próbája után úgy döntött, megírja a szövegkönyvet, innen datálja írói pályafutását. Munkamódszeréről azt mondta, hogy mindig a következő előadás jár a fejében, a szerepeket a színészeire írja. Színházcsinálóként elsősorban saját társulata számára ír darabokat.
2008-ban azt mondta, hogy legkevésbé sikerült darabjának az Öl, butít címűt tartja. Színházát inkább megfigyelőnek, mintsem tanítónak tekinti. Egy televíziós interjúban azt mondta, meggyőződése, hogy jó előadásokat hoz létre, de nem tartja magát jó társulatvezetőnek, mert nem kezeli jól a feszültségeket. Nem tart társulati üléseket, nehezen szánja rá magát arra, hogy személyesen mondja el, ha valakivel olyan problémája van, amely számára lehetetlenné teszi a munkát. Magát nehéz, belső törvényeihez, elképzeléseihez ragaszkodó embernek tartja, a munkafolyamatban durva tud lenni.
Sok munkájában vannak önéletrajzi motívumok. Problematikus viszonyából a szüleivel A sütemények királynője című előadás dolgozza fel a legtöbb motívumot.
Művei provokatívan mutatják be a magyar valóságot, közéletet. Színházi rendezései a szappanopera, a bohózat és a tragédia keverékéből álló folklór mesének hatnak, amelyekben rendre megjelennek a magyar történelem motívumai, gyakran népzenével és tánccal kísérve. Rendezéseinek zenevilága nagyon változatos, keveredik benne a magyar népzene, a barokk opera, de ABBA-dalok mellé akár citerát is megszólaltat. Egyik legnagyobb sikerét a Titkaink című darabbal aratta, amely az ügynökkérdéssel foglalkozik. Társulata az Amerikai Egyesült Államokban, Németországban, Oroszországban és Ausztriában is fellépett. Az alkotás folyamatáról elmondta, hogy keresi az olyan drámai képeket, amelyekre az egész előadást építeni lehet. Pintér Bélának 2013-ban megjelent első drámakötete, amely 2014-ben Artisjus Irodalmi Nagydíjat kapott.
A budapesti Katona József Színház 2016-ban mutatta be első kőszínházi rendezését. A Puccini műveinek felhasználásával készült mű címe: A bajnok.

## Színházi munkáiból
A Színházi adattárban regisztrált bemutatóinak száma: Szereplő:30, író: 31, rendező: 22.
- Chinvat (színész, rendező: Goda Gábor)
- Emberforduló – 368 nap (színész, rendező: Bereczky Péter)
- Káin kalapja (színész, rendező: Goda Gábor)
- A két pakulár (rendező)
- Noé trilógia (színész, rendező: Goda Gábor)
- Paraszt Dekameron (koreográfus, rendező: Mucsi János)
- Piroska (színész: Béluska, rendező: Regős János (Utolsó Vonal))
- Don Quijote kalandjai (színész: Baccaleaureus, rendező: Regős János (Utolsó Vonal))
- Hófehérke (színész: Hófehérke, rendező: Dióssi Gábor (Hattyú Gárda))
- Picaro M.P.M
  - Népi rablét (színész: Vőlegény, rendező) (1998)
  - Kórház-Bakony (színész: Látogató, rendező) (1999)
  - Sehova kapuja (színész: Gyuri, rendező) (2000)
  - Öl, butít (színész: több szerep, rendező) (2001)
- Katona József Színház
  - A bajnok (rendező) (2016)
  - Ascher Tamás Háromszéken (rendező, színész) (2017)
- Saját társulatában
  - Parasztopera (színész: A vőlegény, rendező) (2002)
  - Gyévuska (színész: Von Ziege, rendező) (2003)
  - A sütemények királynője (színész: Pista, rendező) (2004)
  - Anyám orra (színész, rendező) (2005)
  - Korcsula (színész: Mackó, rendező) (2006)
  - Árva csillag (színész: Max (a Kék herceg), rendező) (2007)
  - Az Őrült, az Orvos, a Tanítványok és az Ördög (színész, rendező) (2007)
  - A Démon gyermekei (színész, rendező) (2008)
  - A soha vissza nem térő (színész, rendező) (2009)
  - Párhuzamos óra (színész, rendező) (2009)
  - Tündöklő középszer (színész, rendező) (2010)
  - Szutyok (színész, rendező) (2010)
  - Kaisers TV, Ungarn (színész, rendező) (2011)
  - A 42. hét (színész, rendező) (2012)
  - Titkaink (színész, rendező) (2013)
  - Bárkibármikor (színész, rendező) (2014)
  - Fácántánc (színész, rendező) (2015)
  - Szívszakadtig (színész, rendező) (2017)
  - Jubileumi beszélgetés (színész, rendező) (2018)[15]
  - Anyaszemefénye (2019)
  - Vérvörös Törtfehér Méregzöld (színész, rendező) (2020)
  - Marshal Fifty-Six (rendező) (2021)
  - Az imádkozó (rendező) (2022)
  - Réka és az oltatlanok (rendező) (2023)
  - Idegen test (rendező) (2024)

## Filmszerepei
- Szortírozott levelek (rendező: Kocsis Ágnes, 2000)
- Noé tekintete (TV film, rendező: Molnár Gábor és Hargittai László, 2002)

## Könyvek
- Pintér Béla: Drámák; Saxum, Budapest, 2013
- Pintér Béla: Újabb drámák; Saxum, Budapest, 2018

## Kitüntetései, díjai
- Legjobb férfi alakítás: Teatro Godot: Béla (Krétakör Színház, rendező: Schilling Árpád) (1996)
- Alternatív Színházi Szemle: Legjobb előadás (1999, 2000)
- Színikritikusok Díja (1999, 2000)
- Üstökös-díj (kiemelkedő fiatal rendezők díja) (2000)
- Jászai Mari-díj (2003)
- Hevesi Sándor-díj (2005)
- A Magyar Köztársasági Érdemrend lovagkeresztje (2007)
- Szép Ernő-jutalom (2012)
- Dottore-díj (Vidor Fesztivál) a legjobb előadásért (Pintér Béla: A 42. hét, Pintér Béla és Társulata) (2013)
- Artisjus Irodalmi Nagydíj (2014)[13]
- Párhuzamos Kultúráért díj (2015)[16]
- Vámos László-díj (2016)[17]
- Színikritikusok Díja: A bajnok – A legjobb új magyar dráma/színpadi szöveg (2016)
- Baumgarten-díj (2020)
- Pro Urbe Budapest díj (2021)[18]
- Kortárs Magyar dráma-díj (2024)[19]